# Tuberaria macrosepala
Tuberaria macrosepala là một loài thực vật có hoa trong họ Nham mân khôi. Loài này được Willk. miêu tả khoa học đầu tiên năm 1859.